# Charlie Hoag
Charles Monroe "Charlie" Hoag (Tulsa, 19 de julho de 1931 - Kansas City (Missouri), 8 de março de 2012) foi um basquetebolista estadunidense que integrou a Seleção Estadunidense na conquista da Medalha de Ouro disputada nos XV Jogos Olímpicos de Verão em 1952 realizados em Helsínquia na Finlândia.